# Helmut Kinz
Helmut Kinz bio je Sturmbannführer Waffen SS-a tijekom Drugog svjetskog rata. Odlikovan je Viteškim križem željeznog križa, koji se dodjeljivao za iznimnu hrabrost na bojnome polju i izuzetno vojno vodstvo u Njemačkoj tijekom Drugog svjetskog rata.
Sturmbannführer Helmut Kinz odlikovan je Viteškim križem kada je zapovjedao s 13. Waffen Gebirgs Reconnaissance Battalion (13. Oružana gorska izviđačka bojna) Handžar divizije pred kraj rata, 3. svibnja 1945.